# Cascadas del Purgatorio
Las cascadas del Purgatorio son un conjunto de cascadas situadas en la zona central de la sierra de Guadarrama, en la cabecera del valle del Lozoya, en la vertiente norte de la alineación montañosa de Cuerda Larga. Administrativamente están dentro del término municipal de Rascafría, en el noroeste de la Comunidad de Madrid (España).

## Descripción

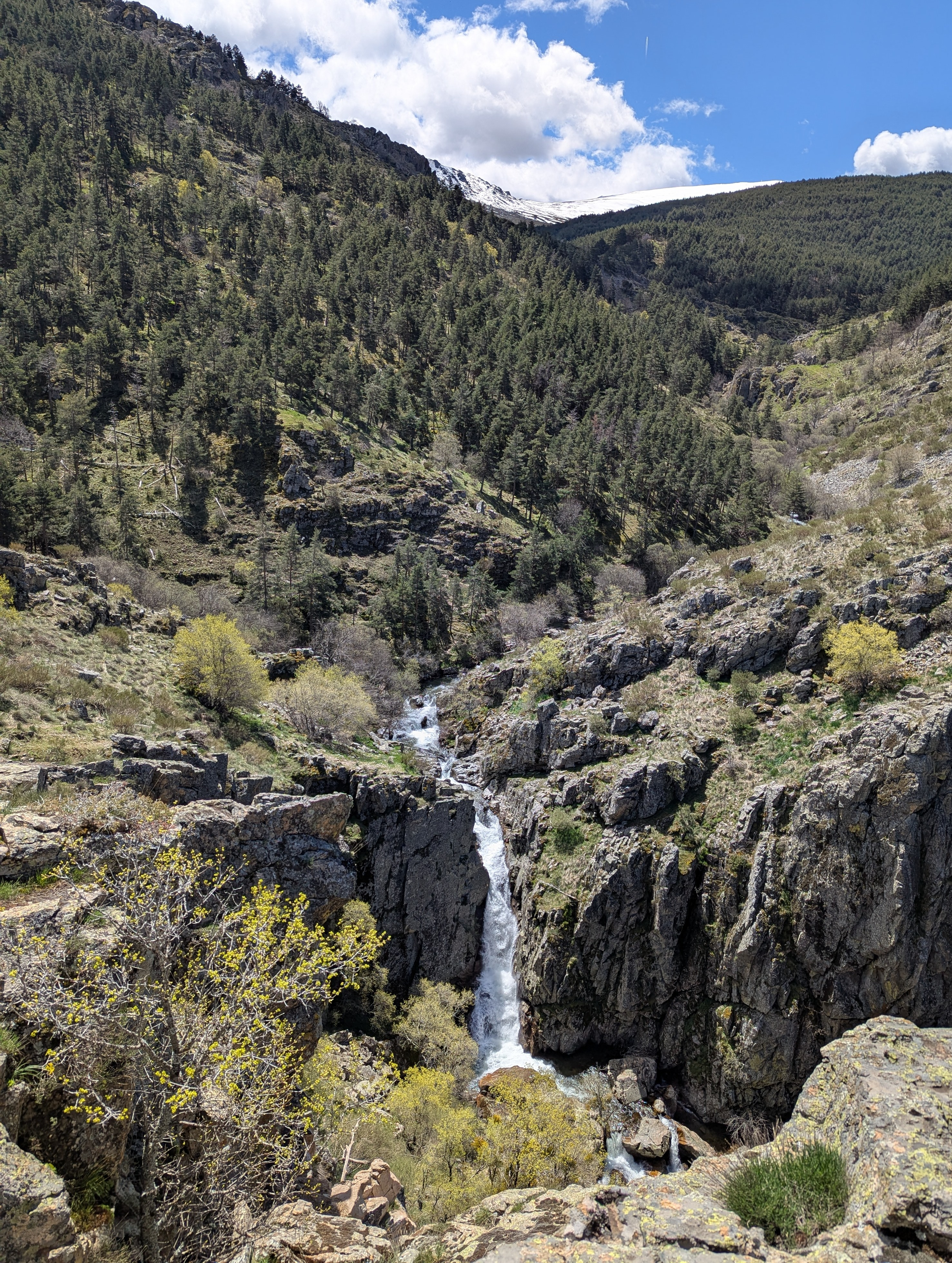
Cascada

La cascada se localiza en el arroyo del Aguilón, uno de los más caudalosos afluentes del río Lozoya, en el punto en que supera una barrera rocosa.
La ruta para llegar, de seis kilómetros de longitud, parte del monasterio de Santa María de El Paular; desde este punto, se atraviesa el puente del Perdón y se continúa por la antigua carretera de Madrid. El sendero remonta el arroyo del Aguilón, llegando así a un mirador de madera situado en frente de la cascada.